# 스미스급 구축함

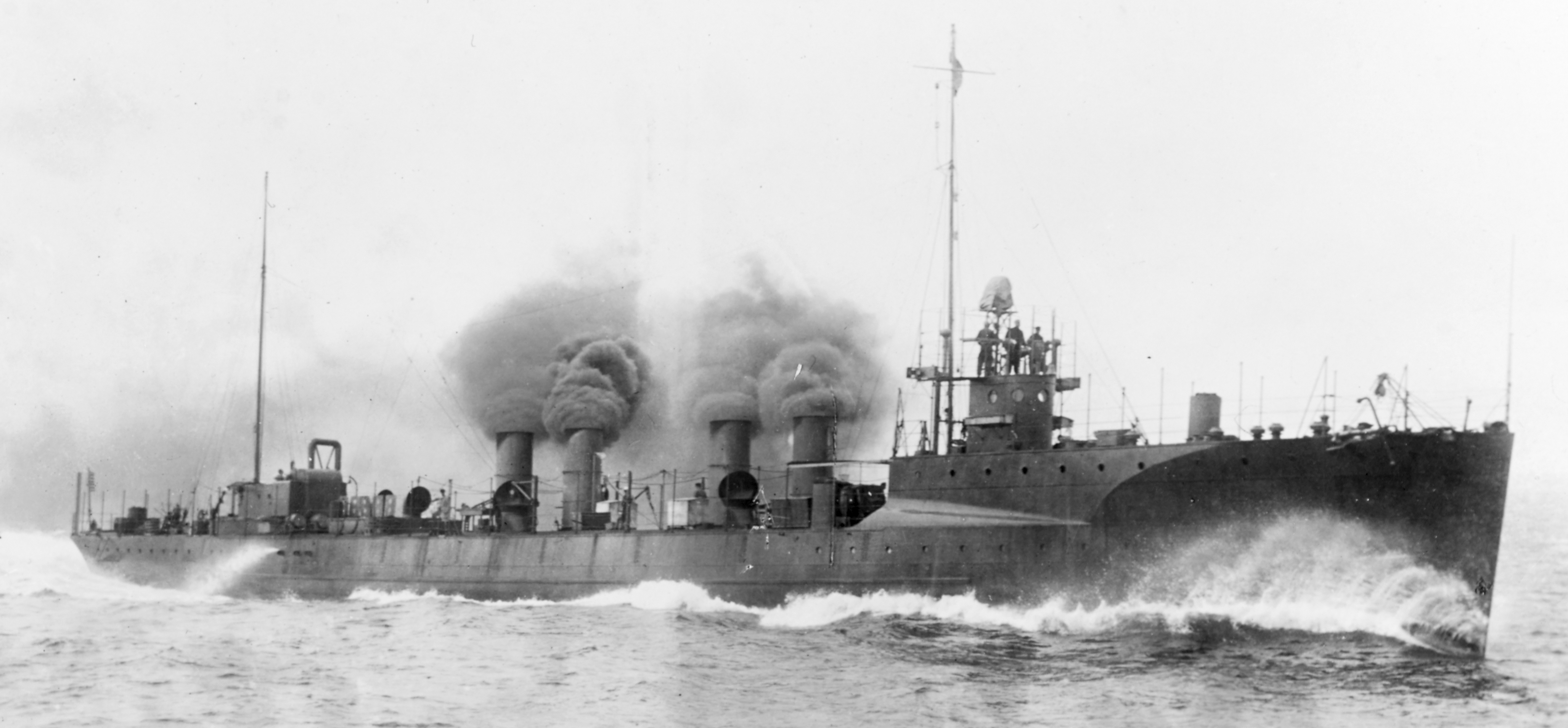

스미스급 구축함(Smith-class destroyer)은 미국 해군 최초의 원양 어뢰정 구축함이며, 1898년 5월 4일 법에 따라 16척의 이전 및 훨씬 작은 어뢰정 구축함에 장착된 왕복 엔진 대신 증기 터빈으로 구동된 최초의 구축함이다. 플루서와 레이드는 플루서급 선박으로 간주된다. 또한 플루서가 먼저 완료되었으므로 일부 기간 문서에서는 전체 클래스를 플루서로 지칭한다.
이 급의 처음 3개는 1906년 6월 29일 법에 따라 "최고의 실제 속도를 가지며, 무기를 제외한 비용은 각각 75만 달러를 초과하지 않아야 한다"는 명령을 받았다. 나머지 쌍은 1907년 3월 7일 법에 따라 "최고의 실제 속도를 가지며, 군비를 제외한 비용은 각각 80만 달러를 초과하지 않아야 한다"는 명령이 내려졌다.
모든 선박은 제1차 세계 대전에서 호송 호위 역할을 했으며 몇몇 선박은 유보트를 공격했다. 후자의 4척은 제1차 세계 대전이 끝난 후인 1919년 11월에 모두 판매되었다. 스미스는 폐기될 때까지 폭격 대상으로 2년 더 살아남았다.

## 관련 문헌
- Bauer, K. Jack; Roberts, Stephen S. (1991). 《Register of Ships of the U.S. Navy, 1775–1990: Major Combatants》. Westport, Connecticut: Greenwood Press. ISBN 0-313-26202-0.
- Friedman, Norman (2004). 《US Destroyers: An Illustrated Design History》 Revis판. Annapolis: Naval Institute Press. ISBN 1-55750-442-3.
- Gardiner, Robert; Gray, Randal (1985). 《Conway's All the World's Fighting Ships 1906–1921》. London: Conway Maritime Press. ISBN 0-85177-245-5.
- Silverstone, Paul H. (1970). 《U.S. Warships of World War I》. London: Ian Allan. ISBN 0-71100-095-6.